# Damir Magaš
Damir Magaš (Metković 1953.), znanstvenik, geograf, dekan Filozofskog fakulteta u Zadru 2000. – 2003.; jedan od utemeljitelja, privremeni, a zatim i prvi rektor novoosnovanog/obnovljenog Sveučilišta u Zadru (2002. – 2007.). Diplomirao primijenjenu geografiju na PMF-u u Zagrebu 1975., magistrirao 1983., doktorirao 1992. 
Bavi se prostornim planiranjem, urbanom, regionalnom i historijskom geografijom; od 2000. do 2020. bio je redoviti profesor (od 2006. u trajnom zvanju), a od 2020. profesor emeritus Sveučilišta u Zadru; djeluje na Odjelu za geografiju Sveučilišta u Zadru čiji je i utemeljitelj (utemeljio drugi geografski odsjek u zemlji na Filozofskom fakultetu u Zadru 1994.). Od 2011. do 2020. bio je voditelj Centra za istraživanje krša i priobalja Sveučilišta u Zadru. 
Ima oko 200 objavljenih znanstvenih i stručnih radova i knjiga. Urednik i recenzent većeg broja knjiga te znanstvenih i stručnih radova. Objavio monografije Zadarsko-kninskoj županiji, o Ninu, Vinjercu, Posedarskom kraju, Odjelu za geografiju u Zadru i dr. Kapitalnu monografiju Geografija Hrvatske, prvu u novoj hrvatskoj državi, objavio je 2013., a prijevod na engleski (The Geography of Croatia) 2015. godine. 
Vodio je znanstvene projekte o geografskim osnovama razvoja malih hrvatskih otoka (1996. – 2006.) i geografskim osnovama razvoja hrvatskih obalnih regija (2006. – 2014.). Mentor je većeg broja diplomskih, magistarskih i doktorskih radova. Vodio Poslijediplomski studij Geografske osnove litoralizacije Hrvatske, a suvoditelj je PDS-a Jadran - Poveznica kontinenata na Sveučilištu u Zadru do 2020. Utemeljitelj je i višegodišnji predsjednik Hrvatskog geografskog društva Zadar (1995. – 2011.). 
Vlada RH imenovala ga je 2002. privremenim rektorom Sveučilišta u Zadru. Od 2003. do 2007. prvi je izabrani rektor Sveučilišta u Zadru. Predsjednik Rektorske konferencije Alpe-Jadran i predsjednik Rektorskog zbora Republike Hrvatske 2005. – 2006. U vrijeme njegove uprave uređene su zgrade Sveučilišta u Zadru u Novom i Starom kampusu, obnovljena i privedena namjeni sveučilišna kapela - crkva Sv. Dimitrija, uređena je zgrada sveučilišnih znanstvenih centara, uređena i useljena zgrada Rektorata te inicirana izgradnja kompleksa Novog kampusa. Broj studenata povećan je s 2.500 na 6.000, broj sveučilišnih odjela s 12 na 18, a nastavnog i drugog osoblja s 200 na 400. Osnovana su i 4 sveučilišna znanstvena centra kao i Sveučilišna knjižnica, a Studentski centar postao je sastavni dio Sveučilišta. Sveučilište, prvo integrirano u Hrvatskoj, modernizirano je, uključilo se u više desetaka znanstvenih domaćih i međunarodnih projekata, ušlo u članstvo međunarodnih sveučilišnih i znanstvenih asocijacija, te pokrenulo suradnju s nizom sveučilišta i ustanova u Europi i svijetu. 
Damir Magaš odlikovan je 2007. Ordenom reda Danice hrvatske s likom Ruđera Boškovića. Primio je plaketu Sveučilišta u Zadru 2012., a 2013. nagradu za unaprjeđenje geografske znanosti "Federik Bartolačić Grisogono" Hrvatskog geografskog društva u Zadru. Godine 2014. primio godišnju nagradu Zadarske županije za unaprjeđenje znanosti, 2018. Nagradu za životno djelo „Frane Bulić“ za znanost Slobodne Dalmacije, a 2019. za doprinos u razvoju znanosti Nagradu Grada Zadra za životno djelo. 